# Warracknabeal
Warracknabeal is een kleine stad in Australië, gelegen in de staat Victoria. De stad ligt aan de oever van de Yarriambiack Creek, 330 km ten noordwesten van Melbourne. Er wonen ruim 2600 mensen in Warracknabeal.

## Geboren in Warracknabeal
- Nick Cave, zanger
- Lauren Hewitt, atlete